# ویت‌کنگ
ویت‌کُنگ یا جبهه رهایی‌بخش ملی نام سازمان سیاسی و چریکی کمونیست بود که در جریان جنگ ویتنام در ویتنام جنوبی و کامبوج در برابر ارتش آمریکا و دولت ویتنام جنوبی مدت طولانی جنگید.
این سازمان در طول جنگ ویتنام نقش محوری ایفا کرد به طوری که نیروهای مسلح ایالات متحده آمریکا از یک سو و ارتش ویتنام جنوبی از سوی دیگر از سال ١٩۵۵ تا ١٩٧۵ در پی برچینش این گروه و پیروانش بودند. این واقعه به جنگ ویتنام معروف است ؛ این جنگ در پایان با پیروزی دولت و ارتش ویتنام شمالی و شکست ارتش ایالات متحده آمریکا و نابودی کامل ویتنام جنوبی به پایان انجامید. 

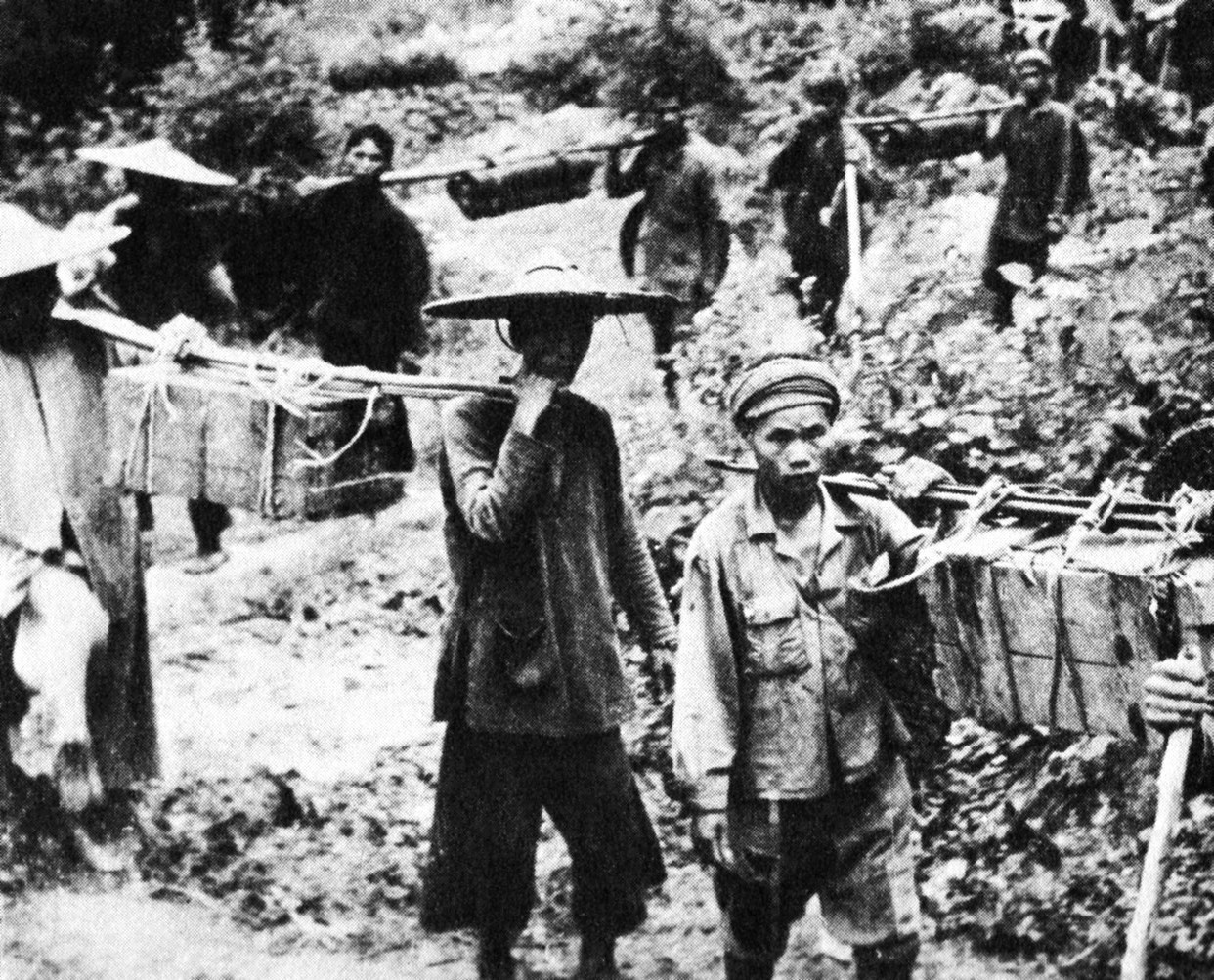
چریک‌ها در حال انتقال سلاح